# تامی بالدوین
تامی بالدوین (انگلیسی: Tommy Baldwin؛ ۱۰ ژوئن ۱۹۴۵ - ۲۲ ژانویهٔ ۲۰۲۴) یک بازیکن فوتبال اهل بریتانیا بود.